# Завежбе (Свентокшиське воєводство)
Завежбе (пол. Zawierzbie) — село в Польщі, у гміні Самбожець Сандомирського повіту Свентокшиського воєводства.
Населення — 238 осіб (2011).
У 1975—1998 роках село належало до Тарнобжезького воєводства.

## Демографія
Демографічна структура на день 31 березня 2011 року:
|          | Загалом | Допрацездатний вік | Працездатний вік | Постпрацездатний вік |
| -------- | ------- | ------------------ | ---------------- | -------------------- |
| Чоловіки | 118     | 26                 | 72               | 20                   |
| Жінки    | 120     | 15                 | 70               | 35                   |
| Разом    | 238     | 41                 | 142              | 55                   |